# Frayssinet-le-Gélat
Frayssinet-le-Gélat è un comune francese di 405 abitanti situato nel dipartimento del Lot, nella regione dell'Occitania.

## Società

### Evoluzione demografica
Abitanti censiti